# La Barre (Jura)
La Barre is een gemeente in het Franse departement Jura (regio Bourgogne-Franche-Comté) en telt 231 inwoners (2004). De plaats maakt deel uit van het arrondissement Dole.

## Geografie
De oppervlakte van La Barre bedraagt 3,3 km², de bevolkingsdichtheid is 70,0 inwoners per km².

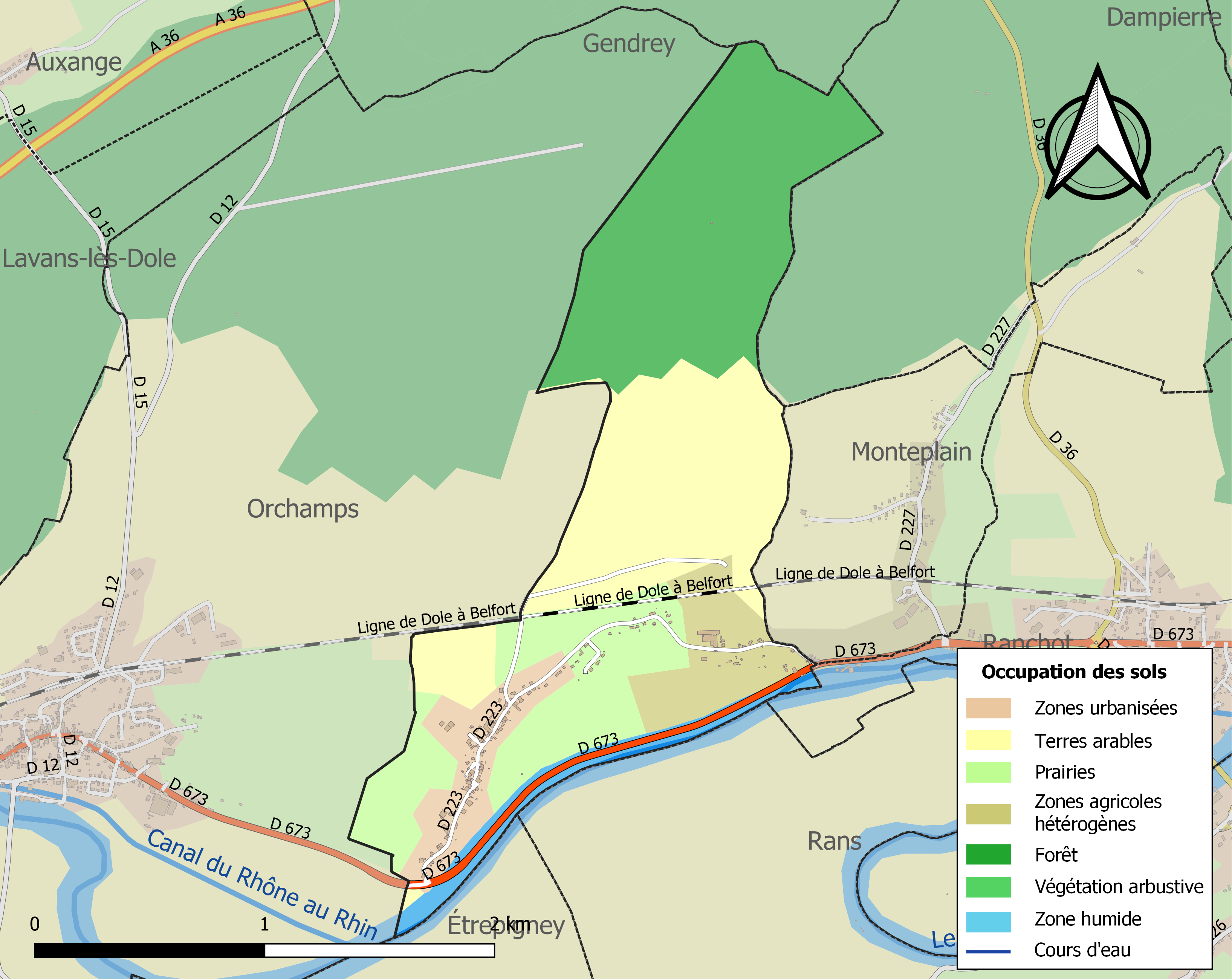
Kaart van de gemeente met de belangrijkste infrastructuur, bodemgebruik en omliggende gemeenten

## Demografie
Onderstaande figuur toont het verloop van het inwonertal (bron: INSEE-tellingen).